# Typhlomyopsyllus esinus
Typhlomyopsyllus esinus är en loppart som beskrevs av Liu Quan, Shi Liangcai et Liu Chiying 1985. Typhlomyopsyllus esinus ingår i släktet Typhlomyopsyllus och familjen smågnagarloppor. Inga underarter finns listade i Catalogue of Life.